# باول ديسغاردين
باول ديسغاردين هو لاعب كرة قدم كندية كندي، ولد في 27 سبتمبر 1943 في أوتاوا في كندا.